# Michael Trumpke
Michael Trumpke (* 27. November 1958) ist ein ehemaliger deutscher Basketballschiedsrichter.

## Leben
Der aus Leverkusen stammende Trumpke leitete als Schiedsrichter Spiele der Basketball-Bundesliga und wurde ebenfalls vom Weltverband FIBA eingesetzt. Bei den Olympischen Sommerspielen 1992 in Barcelona leitete er die Vorrundenpartie zwischen China und Puerto Rico, er pfiff zudem Europapokalspiele, etwa Anfang der 1990er Jahre in der Europaliga, dem EuroLeague-Vorläufer. Trumpke war darüber hinaus bei weiteren internationalen Turnieren als Schiedsrichter im Einsatz.
Als Basketballfunktionär wurde Trumpke als Vorsitzender des Rheinisch-Bergischen Basketballkreises tätig und betätigte sich als Schiedsrichterausbilder.